# Château Vieux de Jourgnac
Pour les articles homonymes, voir Château-Vieux et Château de Châteauvieux.
Le Vieux Château est un château situé à Jourgnac, en France.

## Localisation
Le château est situé dans le département français de la Haute-Vienne, sur la commune de Jourgnac.

## Historique
Le château date du XVIe siècle.
L'édifice est inscrit au titre des monuments historiques en 1994.